# Ферри, Энрико
Энрико Ферри (итал. Enrico Ferri) (25 февраля 1856, Сан-Бенедетто-По — 12 апреля 1929, Рим) — итальянский криминолог и политический деятель. C 1884 года профессор уголовного права в крупнейших университетах Италии. С 1886 года депутат итальянского парламента. В 1919 году возглавлял комиссию по составлению проекта уголовного кодекса, многие положения которого вошли в фашистский итальянский уголовный кодекс 1930 года. Будучи последователем основателя криминальной антропологии Чезаре Ломброзо, внёс существенный вклад в развитие идей позитивистской школы криминологии.

## Биография
Энрико Ферри родился в 1856 году в Сан-Бенедетто-По (Ломбардия). В 1877 году окончил юридический факультет университета в Болонье. Стажировался в Турине у Чезаре Ломброзо. Впоследствии преподавал в университетах Болоньи, Сиены, Пизы, Рима; с 1886 года возглавил кафедру уголовного права в римском университете. Преподавание совмещал с научной, адвокатской и политической деятельностью. В 1886 году избран депутатом итальянского парламента; впоследствии был неоднократно переизбираем вплоть до 1921 года. До вступления в парламент неоднократно выступал против социалистов, но затем постепенно начал изменять своё отношение и в 1893 году формально к ним присоединился, приняв участие в социалистическом конгрессе в Реджио (1893); с этого же года является одним из лидеров Итальянской Социалистической Партии; впоследствии стал главным редактором социалистической газеты «Avanti!». В 1921 году Ферри заявил, что разделяет многие идеи итальянских фашистов и даже написал книгу о Муссолини. Умер в 1929 году.

## Вклад в криминологию
В отличие от Ломброзо, Ферри уделял внимание не только антропологическим факторам преступности, но также факторам социальным. Ферри выдвигал следующую классификацию преступников:
- прирожденные преступники (термин Ломброзо) с явно выраженными физиологическими отклонениями;
- душевнобольные преступники;
- преступники по приобретенной привычке (именно в этой группе преступников, по Ферри, влияние социальных факторов особенно велико);
- преступники по страсти;
- случайные преступники[5].

Ферри предлагал применять к преступнику меры, соответствующие категории, под которую он подпадает.
«Для душевнобольного преступника — уголовный дом для умалишённых; для прирожденного преступника — изолирование от человеческого общества; для преступника по приобретенной привычке (помимо мер общественной гигиены) — временное удаление из общества, работа в земледельческих колониях; для случайного преступника — обязательное вознаграждение за понесенные убытки деньгами или работой в пользу государства или общин. Преступник по страсти во многих случаях должен пользоваться безнаказанностью».
Полагал, что человек совершает преступления в силу роковой тирании своего ненормального организма, а также внешней среды. Применяя методы уголовной антропологии соратника Ч. Ломброзо, можно выделить среди людей преступников и, устраняя неблагоприятное влияние окружающей среды, предотвращать преступления.
Таким образом, Ферри предлагал предоставить судейскому усмотрению гораздо более широкий простор в выборе санкций; санкций, которые применялись бы в зависимости от преступника, а не от преступления. Ферри также подвергал резкой критике смертную казнь, суд присяжных и целый спектр других явлений и понятий (понятие вины, вменяемости, ответственности, состава преступления, наказания и так далее).
Считал, что склонность к преступлениям передаётся по наследству. У человека, отнесённого к «преступному типу» по рождению, отсутствует свободный выбор в поведении. Рано или поздно он под влиянием окружающей среды совершит преступление. Общество должно применять средства «социальной защиты» для предотвращения преступлений душевнобольных и преступников по рождению.

## Общественно-политические взгляды
Одно время Ферри отстаивал ортодоксальные марксистские положения и причислял себя к сторонникам философского и экономического материализма в самой крайней его форме. Доказывал, что социализм является логическим следствием дарвинизма. В конце жизни поддержал фашистский режим.

## Основные труды
- Уголовная социология (1883)[7]
- Социализм и позитивистская наука; Дарвин, Спенсер, Маркс (1894)
- Позитивистская школа криминологии (1901)
- Исследование о преступности (1901)
- I socialisti nazionali e il governo fascista, 1923.
- Il Fascismo in Italia e l'opera di Benito Mussolini, 1928.

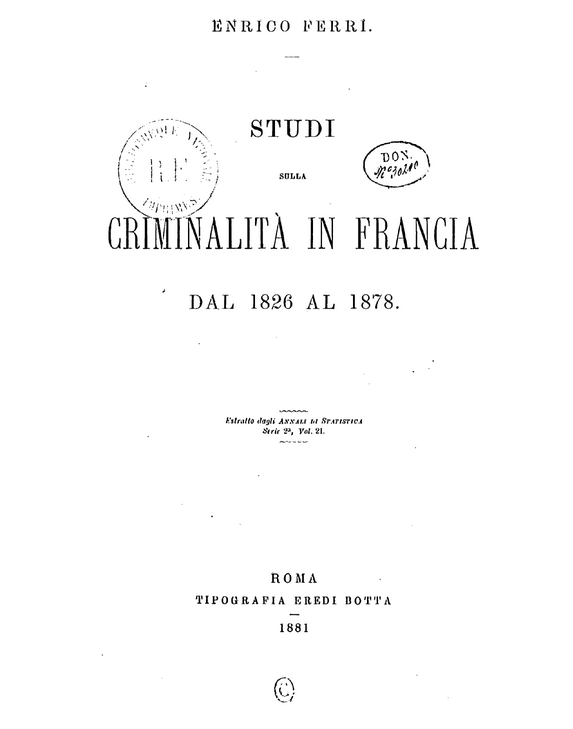
Studi dalla criminalità in Francia dal 1826 al 1878, 1881
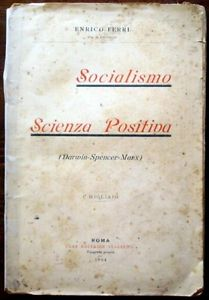
Socialismo e scienza positiva, 1894
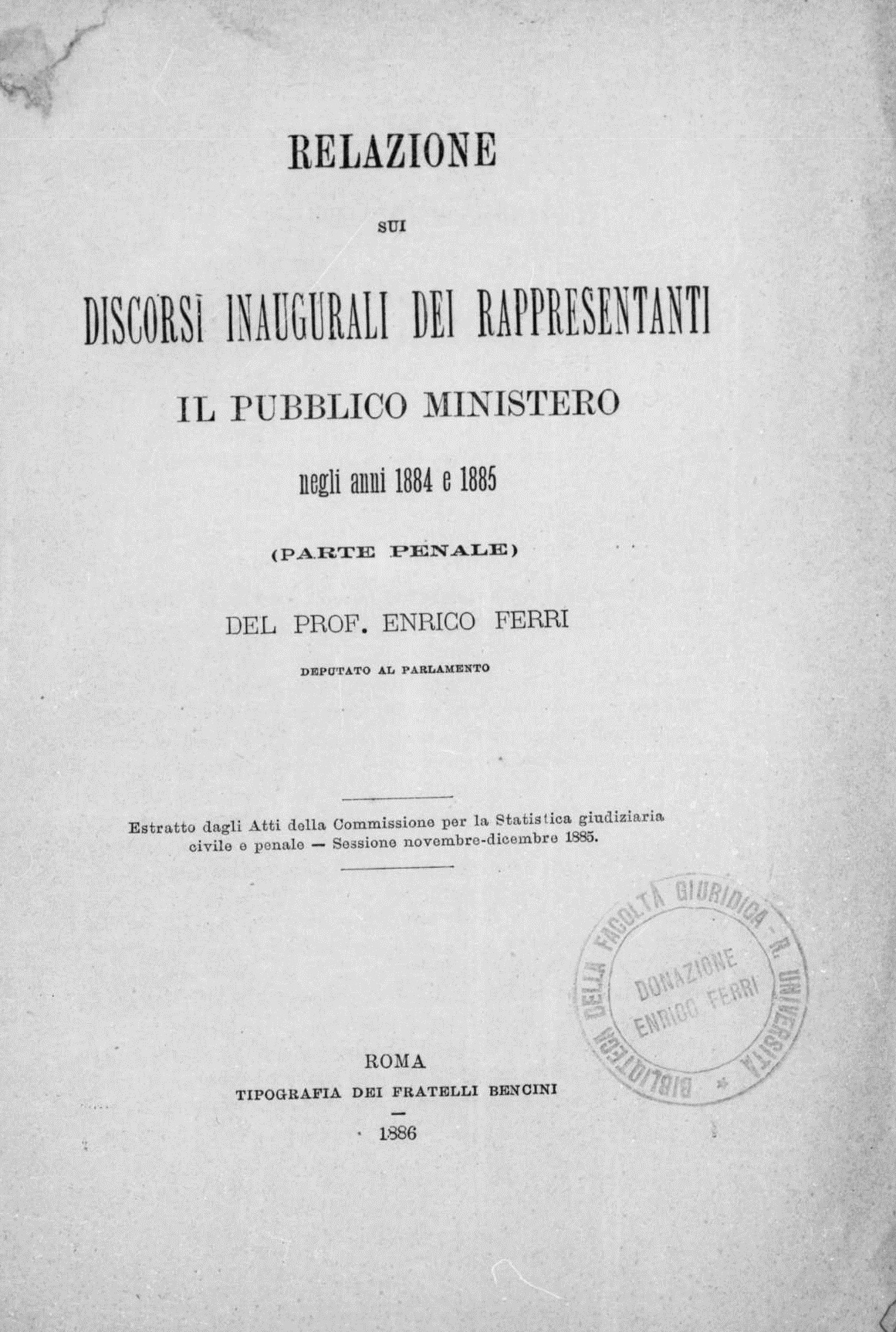
Relazione sui discorsi inaugurali dei rappresentanti il pubblico ministero negli anni 1884 e 1885, 1886
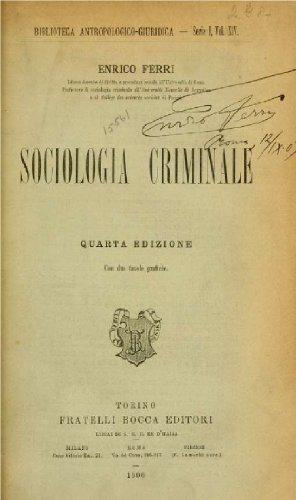
Sociologia criminale, 4th edition, 1906

### Переводы на русский язык
- Социализм и позитивная наука / Пер. Л. Истомина. — Санкт-Петербург : В.Д. Корчагин, 1906. — 69 с. — (Освободительная библиотека)
- Уголовная социология. — М. : Инфра-М, 2005. — III , 657, [1] с. : табл. — (Библиотека криминолога) — ISBN 5-16-002315-1
- Преступные типы в искусстве и литературе. / Пер. с итал. Изд. 2-е. — Москва : ЛИБРОКОМ,  2012. — 174 с. — (Из наследия мировой психологии) — ISBN 978-5-397-03047-2